# Liste der Kardinalpriester von Santa Balbina
Folgende Kardinäle waren Kardinalpriester der Titelkirche Santa Balbina all’Aventino (lat. Titulus Sanctae Balbinae):
- Petrus (belegt 595)
- Gregorio (belegt 743 bis 769)
- Paolo (belegt 853)
- Benedetto (belegt 872 bis 879)
- Leo (belegt 963 bis 964)
- Guido (belegt 1098 bis 1099), Parteigänger des Gegenpapstes Clemens III.
- Vitalis (1111 bis 1116)
- Guido, O.S.B.(1116 bis 1120)
- Adoaldo (1120 bis 1122)
- Gregorio (1125 bis 1139)
- Simon d’Armentières OSB (18. September 1294 bis 7. Mai 1297)
- Eleazario da Sabran (18. September 1378 bis 8. August 1381 (?))
- Bandello Bandelli (19. September 1408 bis Oktober 1416)
- Guglielmo Carbone (6. Juni 1411 bis 22. November 1418)
- John Kemp (8. Januar 1440 bis 21. Juli 1452)
- vakant (1452–1467)
- Amico Agnifilo della Rocca (13. November 1467 bis 13. Oktober 1469)
- vakant (1469–1473)
- Giovanni Battista Cibò (17. Mai 1473 bis Januar 1474), später Papst Innozenz VIII.
- Girolamo Basso della Rovere (12. Dezember 1477 bis 17. September 1479)
- vakant (1479–1484)
- Juan Margarit i Pau (17. März 1484 bis 21. November 1484)
- vakant (1484–1500)
- Juan de Vera (5. Oktober 1500 bis 4. Mai 1507)
- Francisco Jiménez de Cisneros OFM (17. Mai 1507 bis 8. November 1517)
- Adrian Gouffier de Boissy (1517 bis 1520/24. Juli 1523)
- Giovanni Piccolomini (11. Juni 1521 bis 24. Juli 1524)
- vakant (1524–1535)
- Girolamo Ghinucci (31. Mai 1535 bis 25. Januar 1537)
- Gasparo Contarini (15. Januar 1537 bis 9. November 1539)
- Pietropaolo Parisio (28. Januar 1540 bis 11. Mai 1545)
- Jacopo Sadoleto (11. Mai 1545 bis 27. November 1545)
- Otto von Waldburg (27. November 1545 bis 28. Februar 1550)
- Pedro Pacheco de Villana (10. März 1550 bis 20. September 1557)
- Lorenzo Strozzi (20. September 1557 bis 14. Dezember 1571)
- Gaspar Cervantes (23. Januar 1572 bis 17. Oktober 1575)
- Gaspar de Qurioga y Vela (15. Dezember 1578 bis 12. November 1594)
- Pompeio Arrigoni (24. Januar 1596 bis 4. April 1616)
- Antonio Zapata y Cisneros (17. Oktober 1616 bis 27. April 1635)
- Alfonso de la Cueva (9. Juli 1635 bis 17. Oktober 1644)
- Juan de Lugo SJ (17. Oktober 1644 bis 20. August 1660)
- Pasquale D’Aragona (21. November 1661 bis 28. September 1677)
- Lazzaro Pallavicino (8. November 1677 bis 21. April 1680)
- vakant (1680–1687)
- José Sáenz de Aguirre OSB (10. November 1687 bis 30. August 1694)
- Ferdinando D’Adda (2. Januar 1696 bis 16. April 1714)
- Antonio Felice Zondadari (23. September 1715 bis 9. April 1731)
- Girolamo Grimaldi (3. September 1731 bis 18. November 1733)
- Thomas Philippe Wallrad d’Hénin-Liétard d’Alsace-Boussu de Chimay (2. Dezember 1733 bis 17. Juli 1752)
- vakant (1752–1760)
- Girolamo Spinola (15. Dezember 1760 bis 13. März 1775)
- vakant (1775–1782)
- Alessandro Mattei (27. Mai 1782 bis 3. April 1786)
- Antonio Felice Zondadari (23. Dezember 1801 bis 13. April 1823)
- Ercole Dandini (16. Mai 1823 bis 22. Juli 1840)
- Silvestro Belli (15. Juli 1841 bis 9. September 1844)
- Giacomo Piccolomini (19. Januar 1846 bis 4. Oktober 1847)
- Giuseppe Pecci (3. Oktober 1850 bis 21. Januar 1855)
- Enrico Orfei (18. März 1858 bis 22. Dezember 1871)
- Giuseppe Andrea Bizzarri (5. Juli 1875 bis 26. August 1877)
- Giacomo Cattani (27. Februar 1880 bis 14. Februar 1887)
- Amilcare Malagola (19. Januar 1893 bis 22. Juni 1895)
- Donato Maria dell’Olio (18. April 1901 bis 18. Januar 1902)
- vakant (1902–1916)
- Auguste-René Dubourg (7. Dezember 1916 bis 22. September 1921)
- Jean Verdier PSS (19. Dezember 1929 bis 9. April 1940)
- Clément-Émile Roques (22. Februar 1946 bis 4. September 1964)
- Léon-Étienne Duval (25. Februar 1965 bis 30. Mai 1996)
- Péter Erdő (21. Oktober 2003 bis 29. März 2023)